# Siatka otrzewna

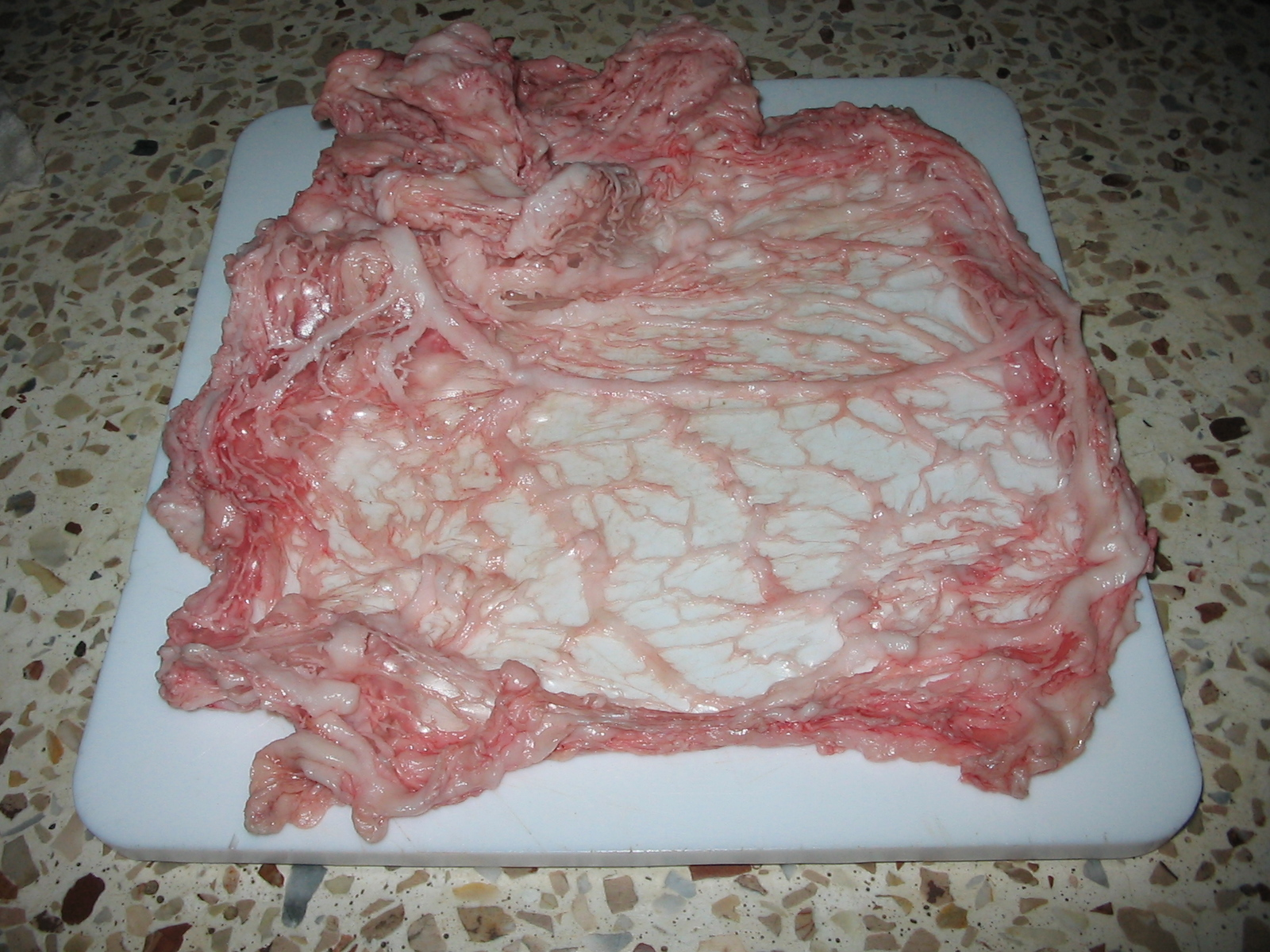
siatka otrzewna wieprzowa

Siatka (siatka otrzewna; reg. nec, czepiec) – więzadło otrzewnowe (anat. sieć większa), bogata w tkankę tłuszczową delikatna błona wykorzystywana np. do ciasnego owijania nadziewanej pieczeni. Pochodzi od zwierząt takich jak krowy, owce lub świnie.
Siatka nie tylko utrzymuje kształt potrawy w czasie pieczenia ale też, powoli topiąc się, zapobiega jej wyschnięciu oraz nadaje jej specyficzny smak.